# NGC 2218
NGC 2218 – asteryzm składający się z pięciu gwiazd o jasnościach 14–15m, znajdujący się w gwiazdozbiorze Bliźniąt. Skatalogował go Edward Joshua Cooper 13 stycznia 1853 roku. Niektóre źródła uważają NGC 2218 za obiekt nieodnaleziony lub nieistniejący.